# Polytechnische Hochschule Jihlava

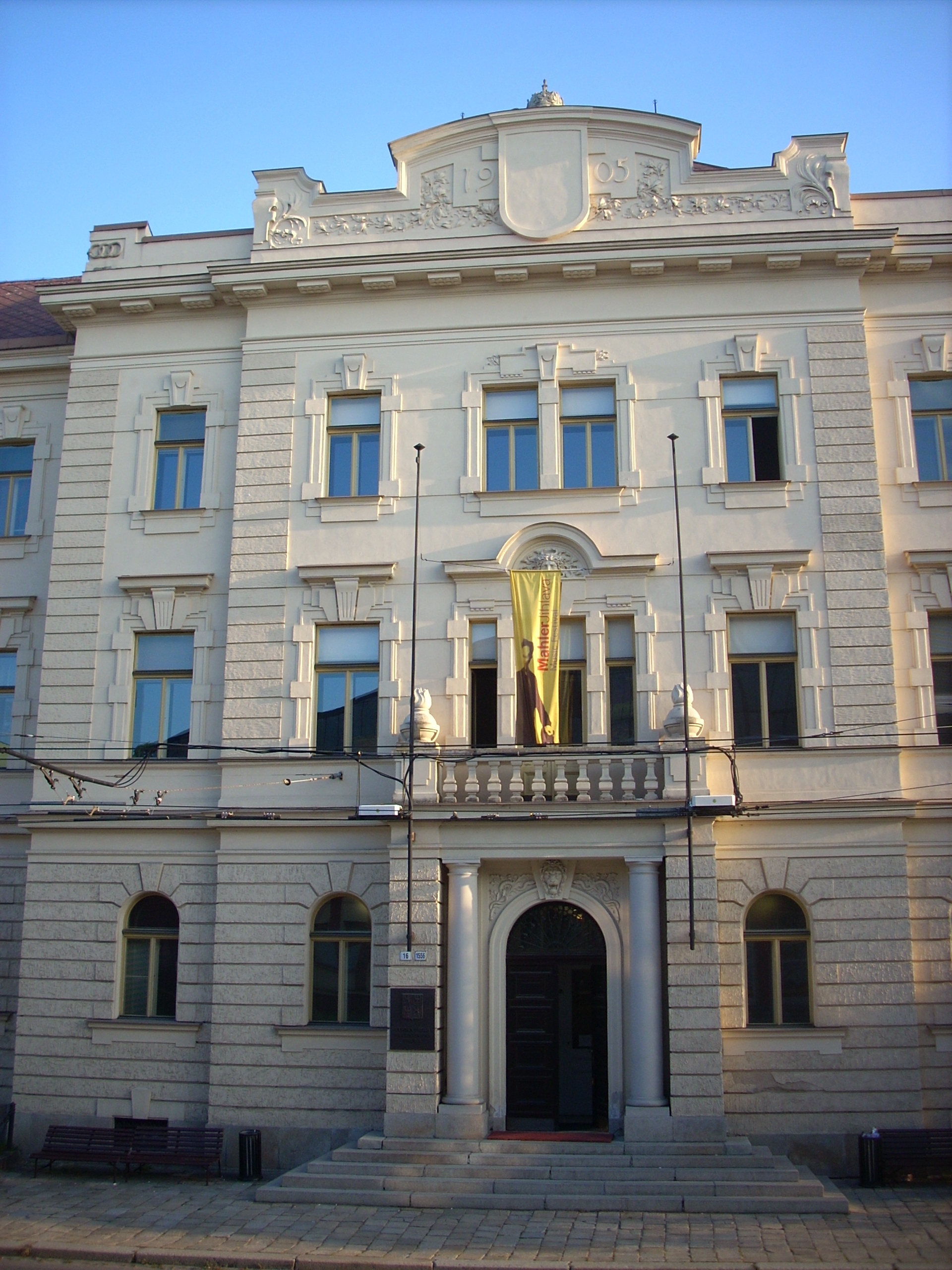
Hochschulgebäude in Jihlava

Die Polytechnische Hochschule Jihlava (tschechisch Vysoká škola polytechnická Jihlava, VŠPJ) entstand im Jahre 2004 als erste nichtuniversitäre tschechische öffentliche Hochschule. Sie  besteht aus Lehrstühlen. Die Hochschule wird von einem Rektor geleitet. Derzeit werden Bachelor-Studiengänge in den Fachrichtungen Finanzwesen, Tourismus, Informatik und Gesundheits- und Krankenpflege angeboten.

## Entstehungsgeschichte
In den 1950er Jahren existierte in Jihlava kurz ein Pädagogisches Institut. Später wurde ein Teil der Brünner Landwirtschaftlichen Universität nach Jihlava verlegt. 1994 entschied sich diese Hochschule aber, die Lehraktivitäten wieder einzustellen. Im Jahre 1994 wurde eine Schule mit Abituraufbau-Studiengängen in Jihlava gegründet, mit dem Ziel, diese später in eine eigenständige Hochschule umzuwandeln. Im Jahre 2004 wurde durch gesetzlichen Beschluss die Polytechnische Hochschule Jihlava gegründet.

## Gliederung
- Lehrstuhl für Wirtschaftswissenschaften
- Lehrstuhl für Mathematik
- Lehrstuhl für Sprachen
- Lehrstuhl für Elektrotechnik und Informatik
- Lehrstuhl für Tourismus
- Lehrstuhl für Sport
- Lehrstuhl für Gesundheitswissenschaften
- Lehrstuhl für öffentliche Verwaltung und regionale Entwicklung